# Parbayse
Parbayse est une commune française, située dans le département des Pyrénées-Atlantiques en région Nouvelle-Aquitaine.
Le gentilé est Parbaysien.

## Géographie

### Localisation
La commune de Parbayse se trouve dans le département des Pyrénées-Atlantiques, en région Nouvelle-Aquitaine.
Elle se situe à 18 km par la route de Pau, préfecture du département, et à 13 km de Mourenx, bureau centralisateur du canton du Cœur de Béarn dont dépend la commune depuis 2015 pour les élections départementales.
La commune fait en outre partie du bassin de vie de Mourenx.
Les communes les plus proches sont : 
Cuqueron (1,1 km), Monein (2,9 km), Arbus (3,3 km), Tarsacq (3,6 km), Abos (3,9 km), Denguin (5,1 km), Siros (5,4 km), Bésingrand (5,5 km).
Sur le plan historique et culturel, Parbayse fait partie de la province du Béarn, qui fut également un État et qui présente une unité historique et culturelle à laquelle s’oppose une diversité frappante de paysages au relief tourmenté.

### Communes limitrophes
Les communes limitrophes sont  Abos, Arbus, Cuqueron, Monein et Pardies.
| Pardies  |          | Abos   |
| Monein   | Parbayse | Arbus  |
| Cuqueron |          | Monein |

### Hydrographie

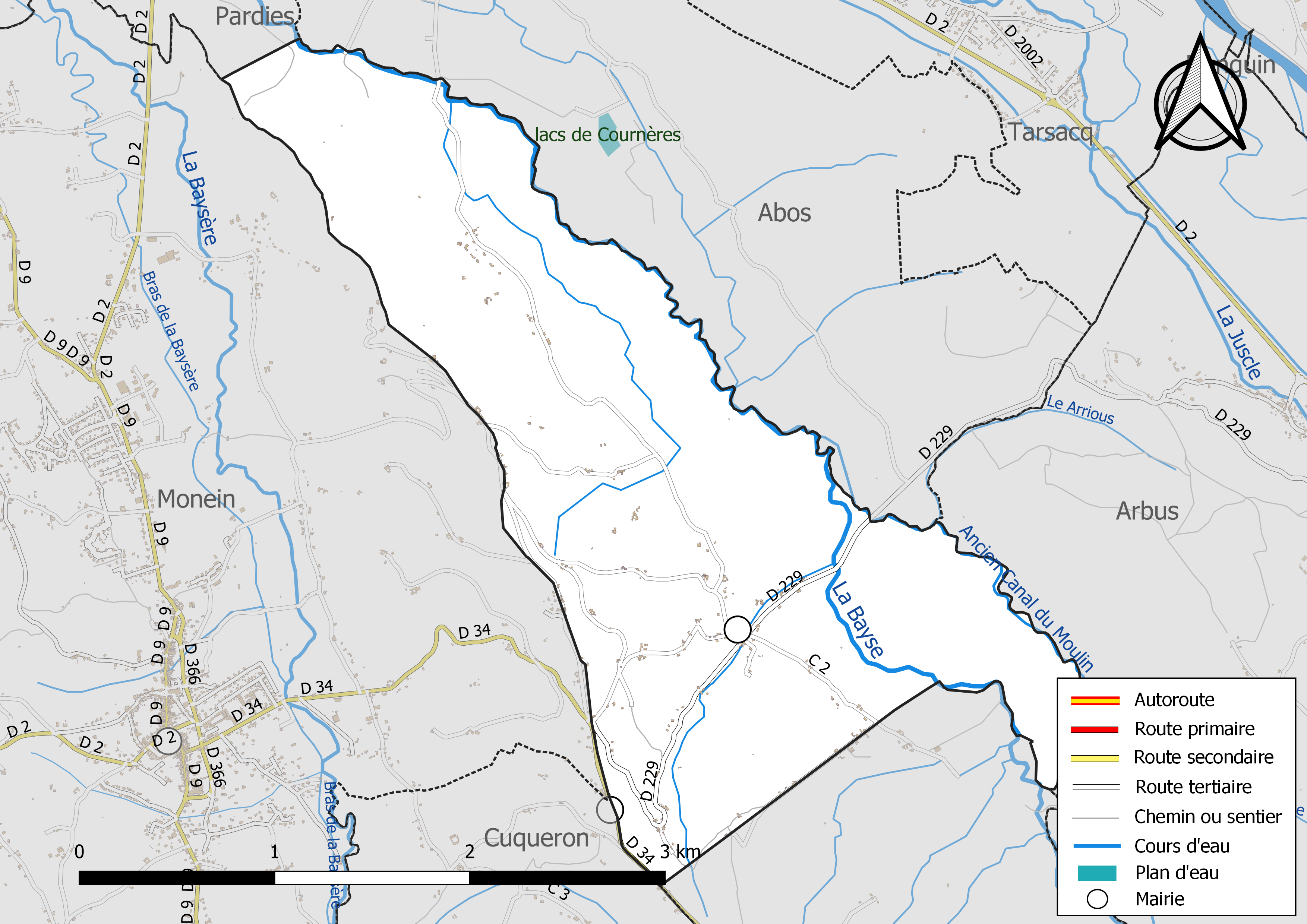
Réseaux hydrographique et routier de Parbayse.

La commune est drainée par la Baïse de Lasseube, l’ancien canal du Moulin et par divers petits cours d'eau, constituant un réseau hydrographique de 12 km de longueur totale,.
La Baïse de Lasseube, d'une longueur totale de 40,6 km, prend sa source dans la commune de Gan et s'écoule du sud-est vers le nord-ouest. Elle traverse la commune et se jette dans le gave de Pau à Abidos, après avoir traversé 14 communes.

### Climat
Pour des articles plus généraux, voir Climat de la Nouvelle-Aquitaine et Climat des Pyrénées-Atlantiques.
Historiquement, la commune est exposée à un climat de montagne.  
En 2020, Météo-France publie une typologie des climats de la France métropolitaine dans laquelle la commune est toujours exposée à un climat de montagne et est dans la région climatique Pyrénées atlantiques, caractérisée par une pluviométrie élevée (>1 200 mm/an) en toutes saisons, des hivers très doux (7,5 °C en plaine) et des vents faibles.
Pour la période 1971-2000, la température annuelle moyenne est de 13,2 °C, avec une amplitude thermique annuelle de 14 °C. Le cumul annuel moyen de précipitations est de 1 243 mm, avec 12 jours de précipitations en janvier et 8,6 jours en juillet. Pour la période 1991-2020, la température moyenne annuelle observée sur la station météorologique la plus proche, située sur la commune de Monein à 3 km à vol d'oiseau, est de 14,2 °C et le cumul annuel moyen de précipitations est de 1 228,6 mm,. Pour l'avenir, les paramètres climatiques de la commune estimés pour 2050 selon différents scénarios d’émission de gaz à effet de serre sont consultables sur un site dédié publié par Météo-France en novembre 2022.

### Milieux naturels et biodiversité

#### Réseau Natura 2000
Le réseau Natura 2000 est un réseau écologique européen de sites naturels d'intérêt écologique élaboré à partir des Directives « Habitats » et « Oiseaux », constitué de zones spéciales de conservation (ZSC) et de zones de protection spéciale (ZPS).
Un site Natura 2000 a été défini sur la commune au titre de la « directive Habitats » : le « gave de Pau », d'une superficie de 8 194 ha, un vaste réseau hydrographique avec un système de saligues encore vivace,.

#### Zones naturelles d'intérêt écologique, faunistique et floristique
L’inventaire des zones naturelles d'intérêt écologique, faunistique et floristique (ZNIEFF) a pour objectif de réaliser une couverture des zones les plus intéressantes sur le plan écologique, essentiellement dans la perspective d’améliorer la connaissance du patrimoine naturel national et de fournir aux différents décideurs un outil d’aide à la prise en compte de l’environnement dans l’aménagement du territoire.
Une ZNIEFF de type 2 est recensée sur la commune, : 
les « coteaux et vallées "bocagères" du Jurançonnais » (20 986,16 ha), couvrant 23 communes du département.

## Urbanisme

### Typologie
Au 1er janvier 2024, Parbayse est catégorisée commune rurale à habitat dispersé, selon la nouvelle grille communale de densité à sept niveaux définie par l'Insee en 2022.
Elle appartient à l'unité urbaine de Mourenx, une agglomération intra-départementale regroupant neuf  communes, dont elle est une commune de la banlieue,,. Par ailleurs la commune fait partie de l'aire d'attraction de Pau, dont elle est une commune de la couronne,. Cette aire, qui regroupe 227 communes, est catégorisée dans les aires de 200 000 à moins de 700 000 habitants,.

### Occupation des sols

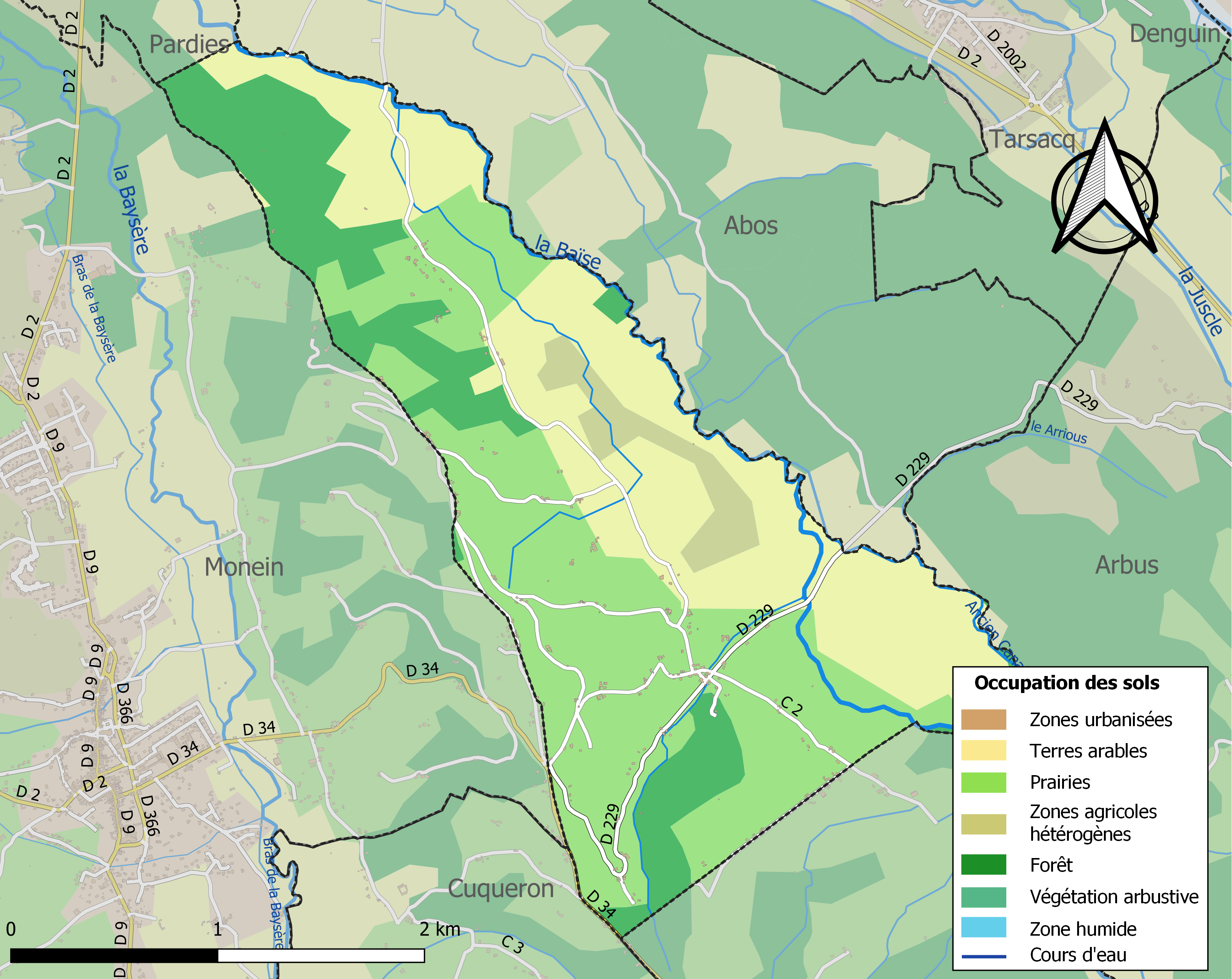
Carte des infrastructures et de l'occupation des sols de la commune en 2018 (CLC).

L'occupation des sols de la commune, telle qu'elle ressort de la base de données européenne d’occupation biophysique des sols Corine Land Cover (CLC), est marquée par l'importance des territoires agricoles (82,2 % en 2018), une proportion sensiblement équivalente à celle de 1990 (81,7 %). La répartition détaillée en 2018 est la suivante : 
prairies (42,9 %), terres arables (35,3 %), forêts (17,8 %), zones agricoles hétérogènes (4 %). L'évolution de l’occupation des sols de la commune et de ses infrastructures peut être observée sur les différentes représentations cartographiques du territoire : la carte de Cassini (XVIIIe siècle), la carte d'état-major (1820-1866) et les cartes ou photos aériennes de l'IGN pour la période actuelle (1950 à aujourd'hui).

### Risques majeurs
Le territoire de la commune de Parbayse est vulnérable à différents aléas naturels : météorologiques (tempête, orage, neige, grand froid, canicule ou sécheresse), inondations et séisme (sismicité moyenne). Il est également exposé à un risque technologique,  le transport de matières dangereuses. Un site publié par le BRGM permet d'évaluer simplement et rapidement les risques d'un bien localisé soit par son adresse soit par le numéro de sa parcelle.

#### Risques naturels
Certaines parties du territoire communal sont susceptibles d’être affectées par le risque d’inondation par une crue torrentielle ou à montée rapide de cours d'eau, notamment la Baïse de Lasseube. La commune a été reconnue en état de catastrophe naturelle au titre des dommages causés par les inondations et coulées de boue survenues en 1982, 1983, 2009 et 2021,.

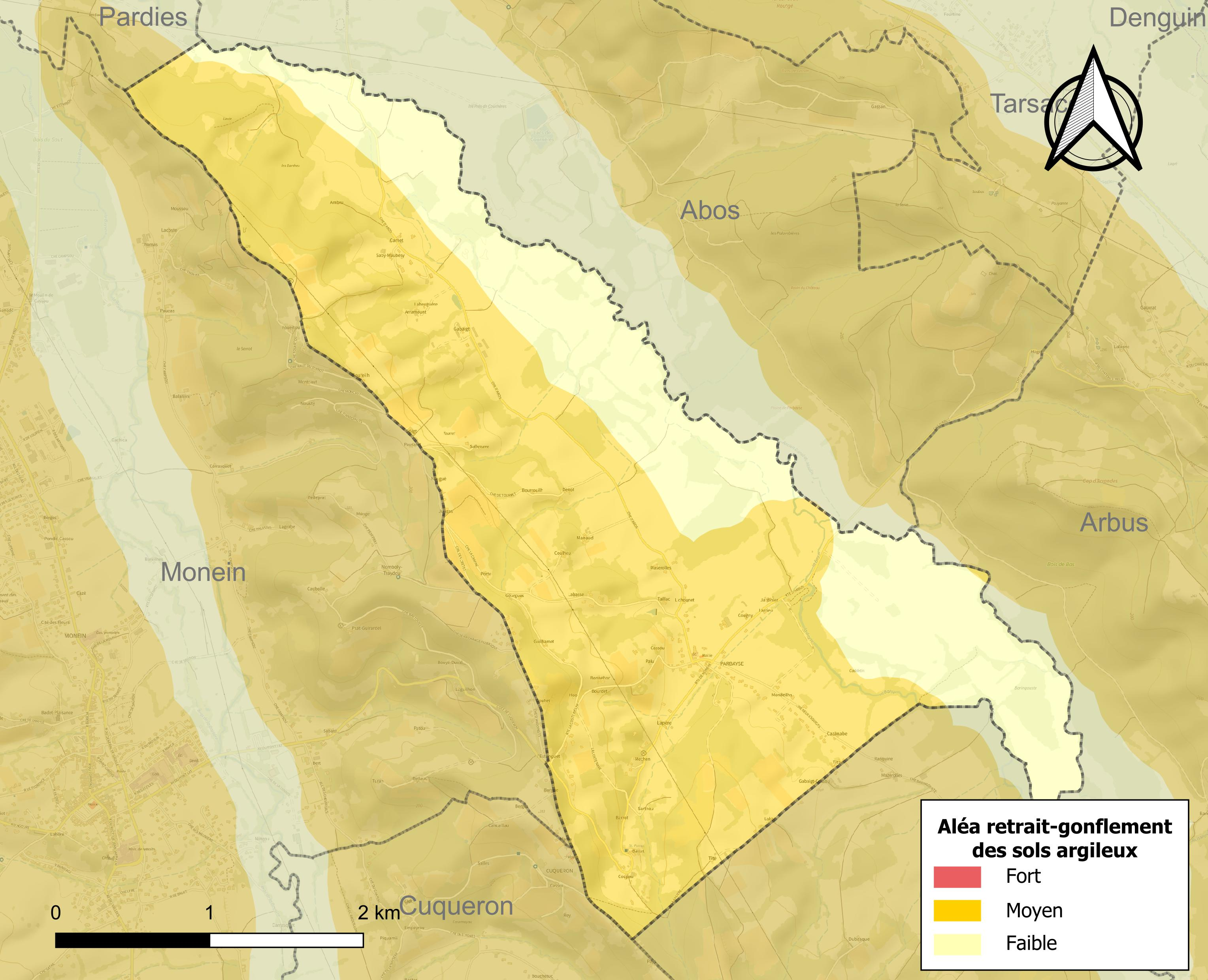
Carte des zones d'aléa retrait-gonflement des sols argileux de Parbayse.

Le retrait-gonflement des sols argileux est susceptible d'engendrer des dommages importants aux bâtiments en cas d’alternance de périodes de sécheresse et de pluie. 70,4 % de la superficie communale est en aléa moyen ou fort (59 % au niveau départemental et 48,5 % au niveau national). Depuis le 1er octobre 2020, en application de la loi ELAN, différentes contraintes s'imposent aux vendeurs, maîtres d'ouvrages ou constructeurs de biens situés dans une zone classée en aléa moyen ou fort,.

## Toponymie
Le toponyme Parbayse apparaît sous les formes Partbayse (1535, titres de Monein), Part-Baysa et Parbaysa (respectivement 1538 et vers 1540, réformation de Béarn), Parbaïse (1776, dénombrement de Parbaïse) et les Parbaise (carte de Cassini).
Il signifie du côté de la Bayse, du gascon part, côté et du nom de la rivière Bayse.
Son nom béarnais est Partbaïsa ou Parbaïse.

## Histoire
Une étude pour déterminer l’emplacement du centre géographique du département des Pyrénées Atlantiques a été effectuée d’après le critère selon lequel le lieu retenu devrait être joignable depuis tout point du département en une journée à cheval. On trouva ainsi qu’il s’agissait de Parbayse. Le village étant trop petit, ce fut Navarrenx qui hérita de ce titre quelques mois avant que la ville de Pau ne soit choisie.

## Politique et administration

### Situation administrative
Parbayse a fait partie de l'arrondissement d'Oloron-Sainte-Marie jusqu'au 30 décembre 2016. À cette date, elle appartient désormais à celui de Pau.

### Liste des maires
| Période                                  | Période | Identité         | Étiquette | Qualité |
| ---------------------------------------- | ------- | ---------------- | --------- | ------- |
| 1995                                     | 2008    | Daniel Fort      |           |         |
| 2008                                     | 2014    | Thierry Laffitte |           |         |
| Les données manquantes sont à compléter. |         |                  |           |         |

### Intercommunalité
La commune fait partie de quatre structures intercommunales :
- la communauté de communes de Lacq-Orthez ;
- le SIVU pour l'aménagement et la gestion des cours d'eau du bassin des baïses ;
- le syndicat intercommunal d'eau et d'assainissement Gave et Baïse ;
- le syndicat intercommunal de gestion forestière de Gave - Baïse.

## Population et société

### Démographie
L'évolution du nombre d'habitants est connue à travers les recensements de la population effectués dans la commune depuis 1793. Pour les communes de moins de 10 000 habitants, une enquête de recensement portant sur toute la population est réalisée tous les cinq ans, les populations de référence des années intermédiaires étant quant à elles estimées par interpolation ou extrapolation. Pour la commune, le premier recensement exhaustif entrant dans le cadre du nouveau dispositif a été réalisé en 2006.

En 2022, la commune comptait 321 habitants, en évolution de +2,56 % par rapport à 2016 (Pyrénées-Atlantiques : +3,78 %, France hors Mayotte : +2,11 %).
| 1793 | 1800 | 1806 | 1821 | 1831 | 1836 | 1841 | 1846 | 1851 |
| ---- | ---- | ---- | ---- | ---- | ---- | ---- | ---- | ---- |
| 224  | 264  | 284  | 261  | 348  | 326  | 336  | 327  | 319  |

| 1856 | 1861 | 1866 | 1872 | 1876 | 1881 | 1886 | 1891 | 1896 |
| ---- | ---- | ---- | ---- | ---- | ---- | ---- | ---- | ---- |
| 309  | 288  | 287  | 296  | 304  | 281  | 288  | 282  | 303  |

| 1901 | 1906 | 1911 | 1921 | 1926 | 1931 | 1936 | 1946 | 1954 |
| ---- | ---- | ---- | ---- | ---- | ---- | ---- | ---- | ---- |
| 293  | 291  | 278  | 246  | 246  | 221  | 211  | 210  | 190  |

| 1962 | 1968 | 1975 | 1982 | 1990 | 1999 | 2006 | 2011 | 2016 |
| ---- | ---- | ---- | ---- | ---- | ---- | ---- | ---- | ---- |
| 189  | 160  | 162  | 165  | 219  | 243  | 241  | 254  | 313  |

| 2021 | 2022 | - | - | - | - | - | - | - |
| ---- | ---- | - | - | - | - | - | - | - |
| 326  | 321  | - | - | - | - | - | - | - |

Parbayse fait partie de l'aire d'attraction de Pau.

## Économie
La commune fait partie des zones AOC du vignoble du Jurançon et du Béarn et de celle de l'ossau-iraty.
L'activité est principalement agricole (élevage, maïs).

## Culture locale et patrimoine

### Patrimoine religieux
La commune Parbayse ne possède pas sa propre église paroissiale. C'est une exception dans cette région. Cependant, l'église Saint-Michel de Cuqueron-Parbayse, située au centre de Cuqueron, est soutenue par ces deux villages, dans l'optique d'assurer régulièrement la célébration pour ses résidents (une messe ou deux par mois).

## Équipements
La commune dispose d'une école primaire.